# Quận Lincoln, Arkansas
Quận Lincoln là một quận thuộc tiểu bang Arkansas, Hoa Kỳ.
Quận này được đặt tên theo Abraham Lincoln, tổng thống Hoa Kỳ. Theo điều tra dân số của Cục điều tra dân số Hoa Kỳ năm 2000, quận có dân số 14.492 người, dân số năm 2008 ước tính là 13.609 người. Quận lỵ đóng ở Star City 6. Đây là một quận cấm rượu hay quận khô.

## Địa lý
Theo Cục điều tra dân số Hoa Kỳ, quận có diện tích km2, trong đó có 28 km2 là diện tích mặt nước.

### Các xa lộ chính
- U.S. Highway 65
- U.S. Highway 425
- Highway 11

### Quận giáp ranh
- Quận Jefferson (bắc)
- Quận Arkansas (đông bắc)
- Quận Desha (đông)
- Quận Drew (nam)
- Quận Cleveland (tây)

## Thông tin nhân khẩu

Tháp tuổi theo điều tra dân số năm 2000

Theo điều tra dân số 6 năm 2000, quận đã có dân số 14.492 người, 4.265 hộ gia đình, và 3.130 gia đình sống trong quận hạt. Mật độ dân số là 26 người trên một dặm vuông (10/km ²). Có 4.955 đơn vị nhà ở với mật độ trung bình là 9 trên một dặm vuông (3/km ²). Cơ cấu chủng tộc của dân cư quận bao gồm 64,88% người da trắng, 32,92% da đen hay Mỹ gốc Phi, 0,40% người Mỹ bản xứ, 0,06% châu Á, Thái Bình Dương 0,01%, 0,99% từ các chủng tộc khác, và 0,75% từ hai hoặc nhiều chủng tộc. 1,81% dân số là người Hispanic hay Latino thuộc một chủng tộc nào.
Có 4.265 hộ, trong đó 34,80% có trẻ em dưới 18 tuổi sống chung với họ, 54,30% là đôi vợ chồng sống với nhau, 14,80% có nữ hộ và không có chồng, và 26,60% là các gia đình không. 23,50% hộ gia đình đã được tạo ra từ các cá nhân và 10,60% có người sống một mình 65 tuổi hoặc lớn tuổi hơn là người. Cỡ hộ trung bình là 2,63 và cỡ gia đình trung bình là 3,11.
Trong quận, tháp tuổi dân cư được trải ra với 22,20% dưới độ tuổi 18, 12,40% 18-24, 33,20% 25-44, 20,40% từ 45 đến 64, và 11,90% từ 65 tuổi trở lên người. Độ tuổi trung bình là 35 năm. Đối với mỗi 100 nữ có 142,30 nam giới. Đối với mỗi 100 nữ 18 tuổi trở lên, đã có 154,70 nam giới.
Thu nhập trung bình cho một hộ gia đình trong quận đạt $ 29.607, và thu nhập trung bình cho một gia đình là $ 35.408. Phái nam có thu nhập trung bình $ 28.890 so với 19.990 $ cho phái nữ. Thu nhập bình quân đầu người là 12.479 $. Có 15,50% gia đình và 19,50% dân số sống dưới mức nghèo khổ, bao gồm 26,60% những người dưới 18 tuổi và 17,90% của những người 65 tuổi hoặc hơn.